# Dhar
Dhar fou un estat tributari protegit de l'Índia, que va formar part de l'agència Bhil i després de l'agència de Bhopawar. Tenia al nord l'estat de Rutlam; a l'est les comarques de Barnagar, Ujjain i Dikthan de Gwalior i terres d'Indore; al sud el riu Narbada; i a l'oest Jhabua i la comarca d'Amjhera (de Gwalior). L'estat tenia sanad d'adopció i salutació hereditària de 15 canonades. La capital era Dhar (ciutat), l'antiga capital dels rajputs paramara.

## Superfície i població
La superfície era (1881) de 1507 km² i la població de 149.244 habitants. El 1901 la superfície era de 4597 km² però 852 km² eren de territoris tinguts per thakurs garantits i 3745 km² terres khalsa (domini directe); la població el 1891 era de 169.474 habitants i el 1901 de 142.115 habitants. Les dues ciutats principals eren Dhar (ciutat) amb 17.792 habitants el 1901, i Kukshi (5.402 habitants) i hi havia també 514 pobles. La població el 1931 era de 243.430 habitants.

## Administració
El 1881 estava dividit en set parganes:
- Dhar
- Badnawar
- Nalcha
- Dharampuri
- Kuksi o Kukshi
- Tikri
- Nimanpur-Mukrar

La darrera pargana formava un exclavament de la resta de l'estat del que el separava territori d'Indore
El 1901 estava dividit en sis parganes: 
- Dhar
- Badnawar
- Sundarsi (a l'agència de Bhopal)
- Kukshi
- Nimanpur
- Dharampuri

El nombre de pobles khalsa era de 256 i el de pobles cedits era de 258.

## Feudataris
Tenia a més a més diversos estats feudataris, que eren prínceps (thakurs) garantits pels britànics (8 rajputs rathors, 1 ponwar i 1 kayasth):
- Multhan
- Kachhi-Baroda
- Dhotria
- Badwal o Bidwal
- Bakhtgarh o Bakhatgarh
- Kod
- Katodia o Kathodia
- Manglia
- Dharsikhera (Dharsikheda)
- Bairsia o Berchla
- Murwadia o Maswadia
- Panah o Danah
- Mungela o Mangela (no llistat el 1881)

I alguns estats regits per sobirans bhúmies, bhils o bhilales (principalment a les parganes de Dharampuri i Nalcha): 
- Mota Barkhera o Bara Barkhera
- Chota Barkhera
- Nimkhera o Tirla
- Kali Baori o Kali Baodi
- Garhi (no llistat el 1931)
- Jamnia (tributari únicament pel poble de Dabir) (no llistat el 1931)
- Rajgarh (no llistat el 1931)
- Bharud Pura o Bharudpara (no llistat el 1881)
- Pipalda o Garhi (no llistat el 1881)
- Bhawania o Bazurg (no llistat el 1881)
- Dhabad (no llistat el 1881)
- Kothida (no llistat el 1881)

Tots els estats tributaris tenien absolut autogovern intern però els súbdits tenien dret d'apel·lació al raja de Dhar en cas de pena de mort; a més a més els thakurs i prínceps tenien alguns obligacions cerimonials feudals envers el raja de Dhar. Tot i el seu títol aparentment superior els caps bhils, bhúmies i bhililes tenien menys poder que els thakurs i obligació d'indemnitzar qualsevol robatori dins els seus límits i de mantenir la pau dins els seus dominis. El 1901 el nombre d'estats tributaris o feudataris era de 22 dels quals tretze thakurats garantits i 11 principats. A més hi havia 28 jagirdars sense poders judicials civils o criminals.

## Geografia
El principal riu de l'estat era el Chamla, afluent del Chambal. Rius menors eren el Maun, Karum i Bangui. Quant a muntanyes, les Vindhya arribaven a l'estat a una altura mitjana de 500 metres a la zona de la vall del Narbada al sud.

## Història
Dhar i Ujjain van ser capitals en alguns moments de Malwa. Els rajputs puars segons la tradició haurien governat milers d'anys. Vikramaditya el mític rei de Malwa (vers 100 aC) seria el suposat ancestre dels rages de Dhar. Un altre suposat ancestre fou el rajput Paramara de Malwa Raja Bhoj (vers 1000-1050) que hauria traslladat la capital d'Ujjain a Dhar; els paramara van governar del segle IX al XIII. El poder dels puars hauria entrat en decadència vers el 500 davant l'ascens d'altres dinasties rajputs, o al segle XIV, davant els musulmans, i en algun moment la dinastia hauria emigrat cap a Poona a Dècan, però aquest període no té prou dades per establir els fets amb seguretat.
La història escrita comença amb l'arribada dels musulmans al segle XIV i la consolidació del seu poder a Malwa al final del segle. El 1398 Dilawan Khan fou nomenat governador-virrei de Malwa per compte dels sultans de Delhi i a la seva mort el va succeir el seu fill. Fou aquest el que va traslladar la capital de Dhar a Mandu. Al segle XVI, en temps d'Akbar el Gran, Dhar va caure en el seu poder (1560) esdevenint capital d'un inahal del sarkar de Mandu a la suba de Malwa (1567) i va romandre en aquesta posició subordinada fins al temps dels marathes al començament del segle XVIII.
Els marathes van creuar el Narbada per primer cop el 1690 i van saquejar Dhar i la comarca de Dharampuri. Altres atacs marathes van seguir en endavant. Els rajputs puars que havien emigrat al Dècan, van servir amb Sivaji Rao, el sobirà maratha, i els seus successors. El 1723 el Nizam al-Mulk va renunciar al govern de Malwa i el va succeir Girdhar Bahadur que es va enfrontar als marathes amb energia. Un dels puars, Udaji Rao I Puar, comandant de la guàrdia del raja de Satara, Sahu, va aconseguir aquest any 1723 establir-se a Dhar però en fou expulsat a l'arribada de Girdhar Bahadur poc després. El 1279 i 1730 amb el suport maratha va aconseguir derrotar a Girdhar Nahadur i al seu successor Daya Bahadur i es va tornar a establir a Dhar. Va morir el 1742, i el va succeir Anand Rao I Puar que entre 1742 i 1749 va rebre un sanad del peshwa Baji Rao que el confirmava en el feu de Dhar. Anand va morir el 1749 i el va succeir el seu fill Jaswant Rao que va morir el 1761 a la desastrosa de batalla de Panipat entre els marathes i Ahmad Sha Durrani. El va succeir el seu fill menor Khande Rao sota regència del braman de Dècan Madho Rao Orekar. El poder de l'estat va començar a declinar. El 1774 el peshwa maratha Raghuba va enviar a la seva esposa Anandi Bai a Dhar per seguretat i el territori del principat fou assolat pels enemics de Raghuba, que només es van aturar quan Anandi Bai i el seu jove fill Baji Rao (que després fou peshwa) es van rendir. Khande Rao va morir el 1782 i el va succeir el seu fill Anand Rao II.
Davant l'intent del nou raja de portar directament els afers contra els desitjos del regent Madho Rao Orekar, aquest es va aliar a Sindhia de Gwalior i Holkar d'Indore que van atacar l'estat i el primer en va ocupar una bona part. Dhar fou preservat de la destrucció mercès a la brillant defensa de Dhar feta per la rani Mina Bai (1807-1810) vídua d'Anand Rao II Puar (1782-1807) i mare adoptiva del raja Ramchandra Rao I Puar, el cinquè raja després del fundador. Aquesta defensa va salvar el principat però no va evitar perdre els districtes periferics. Ramchandra Rao I va morir el 1810 amb 3 anys i el va succeir Ramchandra Rao II Puar que va fer front als atacs dels pindaris, i el gener del 1819 va signar el tractat amb els britànics que el posava sota el seu control, havent de pagar un tribut de 1965 lliures pel manteniment del Malwa Bhil Corps. En aquest moment l'estat estava format només per la capital i els territoris a l'entorn amb uns ingressos estimats de 25000 rúpies. Pel tractat de 1819 li foren retornats els districtes de Berasia o Badnawar.
Va morir el 1833 i el va succeir el seu fill adoptiu Jaswant Rao (d'una branca col·lateral), mort el 1857 de còlera i succeït pel seu germanastre i fill adoptiu Anand Rao III, menor d'edat (13 anys), que el va perdre el 1858 per haver donat suport el govern de l'estat a la revolta dels sipais però el va recuperar el 21 de novembre de 1864 excepte el districte de Bairasia, que fou concedit a Sekandar Begum del principat de Bhopal. El 1877 va rebre el títol personal de maharajà i salutació de 15 canonades. Va morir el 1898 i el va succeir el seu fill adoptiu Udaji Rao II, menor d'edat (12 anys) sota supervisió de l'agent polític fins a la majoria. El 1918 el raja va rebre el títol de maharajà hereditari. El 1948 va accedir a l'Índia.

## Llista de rages
- Raja Udaji Rao I Puar 1722-1742

- Raja Anand Rao I Puar 1742-1749

- Raja Jaswant Rao I Puar 1749-1761

- Raja Khande Rao Puar 1761-1782 (nascut 1758)

- Shrimant Akhand Soubhagyavati Rani Gahenabai Sahib Puar, regent 1761-1778

- Raja Anand Rao II Puar 1782-1807 (nascut pòstum 1783, + 10 de juny de 1807)

- Shrimant Akhand Soubhagyavati Rani Nubadhabai Sahib Puar (Bala Bai), regent 1807-1810 (regent)

- Raja Ramchandra Rao I Puar 1807-1810 (nascut postum 1807, + jove el 1810)

- Shrimant Akhand Soubhagyavati Rani Mainabai Sahib Puar (Mina Bai) 1807-1810 (regent)

- Raja Ramchandra Rao II Puar 1810-1833

- Raja Jaswant Rao II Puar 1833-1857

- Raja Anand Rao III Puar 1857-1858 i 1864-1898

- Ocupació britànica 1858-1864

- Maharaja Shri Sir Udaji Rao II Puar Bahadur 1898-1926 (+ 30 de juliol de 1926).

- Maharaja Anand Rao IV Puar 1926-1948 (+ 1898 sense descendents).

## Llocs interessants
- Fort de Mandu
- Fort i altres edificis a Dhar
- Temples de Dharampuri

## Moneda, segells
Dhar no va tenir mai moneda de plata però fins al 1887 es van encunyar monedes de coure, que foren substituïdes en aquest any per la monedes de l'Índia Britànica però amb l'afegit "Dhar State". El 1895 la rúpia britànica fou declarada l'única legal.
Segells de diverses classes es van emetre entre 1920 i 1947. Quasi tots porten la imatge del maharajà. Els estats feudataris utilutzaven segells sobrecarregats i es coneixen segells de Multhan, Dotria, Bakhtgarh, Bidwal, Kathodia, Bara Barkhera, Bharad Pura, Kali Baodi, Garhi o Pipalda i Tirla, i sobrecàrrega general "bhumia" i "taluka". Kod va utilitzar segells no sobrecarregats emesos per "kamasdar thikana Kod".

## Exèrcit
L'exèrcit el 1881 el formaven 276 cavallers, 800 infants (incloent policies) i 21 artillers. El 1901 hi havia una força de regulars i irregulars de 53 cavallers, 200 infants i 19 artillers (amb 5 canons), i 245 irregulars generalment en feines de policia; hi havia també 317 policies regulars i 895 policies rurals (chaukidars).

## Bandera i escut
La bandera portava el nom de Jarpataka (Camp daurat) i era biforcada formada per dos quasi triangles, el superior vermell i l'inferior groc.
L'estendart reial era daurat rectangular amb inscripció en roig al centre en sànscrit: Puar Bina Dhar Nahin (Només pels puars de Dhar).
L'escut és d'or amb una àliga o garuda alat de sable portant una cobra natural a la pota dreta; en cap, de gules, un cap de lleó entre dues ales desplegades. Damunt l'escut un elm amb lambrequins or i sable, i com a cresta una flama entre ales de gules; Suports: Elefants. Sota una cinta amb el lema: "Shri Rajna Dharya no Rashtarbho Pakshepya" (Lord ofun Dhar state) i "Sansthan kile Dhar" (Estat del Fort de Dhar). Lambrequins: Or and sable.
El cap de l'escut presenta a vegades un castell amb dues torres i als costats el que serien camins foirmat per una mena d'estels (4,3,4 a l'esquerra i 4,3,4 a la dreta).